# 19 de juliol
El 19 de juliol és el dos-centè dia de l'any del calendari gregorià i el cent dos-cents primer en els anys de traspàs. Queden 165 dies per finalitzar l'any.

## Esdeveniments
Països Catalans
- 1639 - Salses (Rosselló): la presa de la ciutat per les tropes franceses porta la guerra entre les corones espanyola i francesa a terres catalanes, que abocarà a la Guerra dels Segadors.
- 1936
  - Espanya: liderats pels generals Mola i Sanjurjo, i seguint l'exemple dels fets del dia anterior, la gran majoria de les unitats militars, amb el suport de feixistes civils, es revolten contra la República, amb un èxit desigual; als Països Catalans fracassen a tot arreu, excepte a Mallorca.
  - Barcelona: Mor el primer brigadista internacional l'atleta austríac Mechter que era a Barcelona per a participar en l'Olimpíada Popular.[1]

Resta del món
- 64 - Roma, Imperi Romà: Comença el gran incendi de Roma que durà cinc dies i incinerà bona part de la ciutat.
- 711 - riu Guadalete, Andalusia, Espanya: hi comença la batalla de Guadalete (que durarà fins al dia 26), en què les tropes del cabdill musulmà Tàriq ibn Ziyad derroten les del rei visigot Roderic, fet que conduirà a la invasió musulmana d'Hispània.
- 1808 - Bailén, província de Jaén, Espanya: hi té lloc la batalla de Bailén entre els exèrcits francès i espanyol.[2]
- 1828 - Berlín (Prússia): comença el primer congrés científic internacional, convocat per Alexander von Humboldt; acaba el dia 24.
- 1848 - Seneca Falls, estat de Nova York, Estats Units: s'hi reuneix la primera Convenció dels Drets de la Dona.[3]
- 1870 - Inici de la guerra francoprussiana.
- 1903 - París, França: Maurice Garin guanya la I edició del Tour de França.
- 1919 - Grenoble, França: S'instaurà el mallot groc en el Tour de França de 1919. El ciclista Eugène Christophe és el primer a vestir-lo.
- 1936 - Espanya: Santiago Casares Quiroga cessa com a President del govern de la Segona República Espanyola.
- 1949 - Laos s'independitza de França.
- 1979 - Managua, Nicaragua: el FSLN ocupa la ciutat i enderroca la dictadura d'Anastasio Somoza.

## Naixements
Països Catalans
- 1893 - Cerdanyola del Vallès: Josep de Togores i Llach, pintor (m. 1970).[4]
- 1902 - San Cristóbal de la Laguna, Tenerife: Olimpia Arozena Torres, primera professora de la Universitat de València (m. 1971).[5]
- 1913 - Sabadell: Jaume Viladoms i Valls, pedagog i militant socialista català.
- 1941 - València: Alfons Cucó, professor i polític valencià.
- 1958 - Portbou, Alt Empordà: Maria Mercè Roca, escriptora i política catalana.[6]
- 1960 - Sabadell: Anna Cabeza, periodista i escriptora catalana.[7]
- 1967: 
  - Badia del Vallès, Vallès Occidental: Carles Busquets, futbolista del FC Barcelona i UE Lleida.
  - Alginet, la Ribera Alta: Urbà Lozano i Rovira, escriptor valencià.
- 1980 - Alzira: Isabel Vallet, jurista valenciana, militant d'Endavant (OSAN); ha estat diputada al Parlament de Catalunya.[8]

Resta del món
- 1688 - Milà: Giuseppe Castiglione, jesuïta missioner i pintor (m. 1766).
- 1759 - Viena: Marianna Auenbrugger, pianista i compositora austríaca (m. 1782).[9]
- 1783 - Tilburg: Henriëtte Geertruida Knip, pintora neerlandesa especialitzada en pintura de bodegons de flors (m. 1842).[10]
- 1803 - Madrid, Espanya: Ramón Mesonero Romanos, escriptor.
- 1819 - Zúric (Suïssa): Gottfried Keller, escriptor suís (m. 1890).[11]
- 1885 - París, França: Madeleine Bunoust, pintora francesa (m. 1974).[12]
- 1893 - Bagdadi, Geòrgia: Vladímir Maiakovski, poeta rus (m. 1930).[13]
- 1906 - Montevideo: Susana Soca Blanco, poeta uruguaiana resident a França (m. 1959).[14]
- 1908 - Arenas de San Pedro, Àvila: Josefina Carabias, advocada, escriptora, locutora i periodista espanyola (m. 1980).[15]
- 1921 - Nova York, EUA: Rosalyn Sussman Yalow, física nord-americana, Premi Nobel de Medicina o Fisiologia de l'any 1977 (m. 2011).[16]
- 1923 - Aberdeen, Dakota del Sud, Estats Units: Joseph Hansen, escriptor estatunidenc.
- 1927, Montrove, Espanya: María Wonenburger, matemàtica i investigadora gallega.[17]
- 1929: 
  - Condòm: Sarah Maldoror, directora de cinema francesa, pionera del cinema panafricà (m. 2020).[18]
  - Les Moutiers-en-Cinglais, França: Emmanuel Le Roy Ladurie, historiador.[19]
- 1941 - Rotterdam, Països Baixos: Neelie Kroes, política i professora universitària neerlandesa.[20]
- 1943 - Pasadena, Califòrnia, EUA: Thomas J. Sargent, economista nord-americà, Premi Nobel d'Economia de 2011.[21]
- 1945: 
  - Amsterdam: Anna Enquist –pseudònim de Christa Widlund-Broer– escriptora neerlandesa, novel·lista i poeta.[22]
  - Rouyn-Noranda, Quebec: Paule Baillargeon, actriu, directora i guionista quebequesa.[23]
- 1947 - Hampton (Middlesex), Regne Unit: Brian May, guitarrista del grup britànic Queen.
- 1948 - Tianzhen, Shanxi (Xina): Wang Qishan, polític xinès, alcalde de Pequín (2003-2007), vicepresident de la Republica Popular de la Xina.[24]
- 1965: 
  - Aberdeenshire, Escòcia, Regne Unit: Evelyn Glennie, percussionista virtuosa escocesa.[25]
  - Terol, Aragó: Ana Labordeta de Grandes, actriu espanyola.[26]
- 1970 - Irvine: Nicola Sturgeon, política escocesa, primera ministra d'Escòcia des de 2014, líder del Partit Nacional Escocès (SNP).[27]
- 1972 - Umlazi, Sud-áfrica: Zanele Muholi, fotògrafa, artista visual i activista LGBT sud-africana.[28]
- 1981 - Košice, Txecoslovàquia: Juliana Sokolová, filòsofa i escriptora eslovaca.
- 1989 - Rio de Janeiro: Bruna Karla, cantant brasilera de música cristiana contemporània

## Necrològiques
Països Catalans
- 1131 - Barcelona: Ramon Berenguer III el Gran, comte de Barcelona.
- 1364 - Barcelona: Elisenda de Montcada, vídua del rei Jaume II el Just i fundadora del Monestir de Pedralbes.[29]
- 1936:
  - Barcelona, Ramon Jové i Brufau, metal·lúrgic, militant sindical, una de les primeres víctimes de la guerra civil.
  - Barcelona: Apel·les Mestres, escriptor, músic, dibuixant català.[30]
  - Barcelona: Germinal Vidal, dirigent comunista català.
- 1966 - Barcelona: Anselm Maria Albareda i Ramoneda, monjo, historiador, bibliotecari, arxiver i cardenal català (n. 1892).
- 1990 - Barcelona: Lluís Maria Millet i Millet, músic català, director de l'Orfeó Català (n. 1906).[31]
- 1995 - València: Beatriu Civera, novel·lista valenciana (n. 1914).[32]
- 2005 - Barcelona: Rosa Ricart i Ribera, bibliotecària catalana (n. 1911).[33]
- 2011 - Barcelona: Carles Sentís, periodista, escriptor i polític català (n. 1911).
- 2014 - Monestir de Montserrat: Francesc Xavier Altés i Aguiló, bibliògraf i historiador català (n. 1948).
- 2022:
  - Barcelona: Georgina Regàs i Pagès, cuinera i escriptora (n. 1932).
  - Ciutadella: Joan Francesc López Casasnovas, filòleg, poeta i polític menorquí (n. 1952).
- 2024 - Calella: Montserrat Candini i Puig, política catalana (n. 1957).

Resta del món
- 1374 - Pàdua (Itàlia): Francesco Petrarca, escriptor, poeta i humanista italià del segle xiv. És autor del Canzoniere.[34]
- 1799 - Madrid: Joan Baptista Muñoz i Ferrandis, historiador i cosmògraf valencià (n. 1745).[35]
- 1810 - Schloss Hohenzieritzː Lluïsa de Mecklenburg-Strelitz, reina de Prússia (n. 1776).[36]
- 1824 - Tamaulipas, Mèxic: Agustí I de Mèxic, que encapçalà l'efímer Primer Imperi Mexicà. Fou afusellat.[2]
- 1901 - Saint Albans, Anglaterra: Eleanor Anne Ormerod, entomòloga britànica (m. 1828).[37]
- 1935 - Hèlsinki: Selma Kajanus, concertista i professora de piano i arpista (n. 1860).[38]
- 1944 - Nova York, Estats Units: Marion Cook, violinista, saxofonista i director d'orquestra estatunidenc de jazz tradicional (n. 1869).[39]
- 1965 - Honolulu (Hawaii) Syngman Rhee o bé Yi Seung-man (en coreàhangul: 이승만): fou el primer president del Govern Provisional de la República de Corea, a l'exili (1919-1925), i també el primer de la República de Corea o Corea del Sud (1948-1960) (n. 1875).[40]
- 1987 - Valença, Rio de Janeiro: Clementina de Jesus, cantant brasilera (n. 1901).[41]
- 1991 - Rabat, Marroc: Odette du Puigaudeau, etnòloga i exploradora francesa.[42]
- 2003: 
  - El Escorial, Madrid: Maruchi Fresno, actriu espanyola (n. 1916).[43]
  - Washington D. C.: Jude Milhon –Saint Jude–, hacker i activista feminista (n. 1939).[44]
- 2010 - Dourdan: Cécile Aubry, escriptora, guionista, directora i actriu francesa (n. 1928).[45]
- 2013 - Istanbul: Leyla Erbil, una de les escriptores contemporànies capdavanteres a Turquia (n. 1931).[46]
- 2017 - Villanueva del Rey, Còrdova, Espanya: Miguel Blesa de la Parra, president del consell d'administració de Caja Madrid entre 1996 i 2009.
- 2019:
  - Beetsterzwaag, Països Baixos: Rutger Hauer, actor neerlandès de cinema i televisió (n. 1944).
  - Balatonalmádi, Hongria: Ágnes Heller, filòsofa hongaresa (n. 1929).[47]

## Festes i commemoracions

### Santoral[48]

#### Església Catòlica[49]
- Sants al Martirologi romà (2011): Epafras de Colosses, bisbe i màrtir (s. I); Macedoni, Teòdul i Tacià de Meros, màrtirs (362); Macrina la Jove, germana (380); Dió el Taumaturg, abat a Constantinoble (s. V); Símmac I, papa (514); Àurea de Còrdova, màrtir (856); Bernulf d'Utrecht, bisbe (1054); Pietro Crisci de Foligno, pelegrí (1323); John Plessington, prevere màrtir (1679); Joan Baptista Zhou Wurui, màrtir (1900); Elisabet Qin Bianzhi, Simó Qin Chunfu i els seus 14 fills, màrtirs (1900).
  - Beats: Stilla d'Abenberg, verge (1140); Achilles Joszef Puchalla i Herman Karol Stepien, preveres màrtirs (1943).
- Sants: santes Justa i Rufina, màrtirs; Martí de Trèveris, bisbe (ca. 210); Arseni el Gran, eremita (450); Fèlix de Verona, bisbe (s. VII); Ambròs Autpert, abat (784); Jeroni de Pavia, bisbe (787); Bernat de Rodés, abat i cardenal (1079)
- Beats: Popó de Schleswig, bisbe (s. XI); Godofreu de la Roche, abat i bisbe de Langres (1164); Esteve de Lupo, abat (1191); beat Pere de Cadireta, màrtir (1279).
- Venerats a l'Orde de la Mercè: beat Pascasi de Lió, bisbe; Antonio de Valladolid (1514).

#### Església Armènia
- 30 Margats: Isaïes, profeta; Teodor de Cirene, bisbe màrtir (304).

#### Església Copta
- 12 Abib: Abahour de Seriakus, màrtir a Antinoe; Miquel arcàngel, vencedor del diable.

#### Església Ortodoxa (segons el calendari julià)
- Se celebren els corresponents a l'1 d'agost del calendari gregorià.

#### Església Ortodoxa (segons el calendari gregorià)
Corresponen als sants del 6 de juliol del calendari julià.
- Sants: Habacuc, Àudifax, Màrius i Marta, Cire, Valentí, Asteri i companys màrtirs (270); Coint de Frígia, màrtir (ca. 283); Anatoli, Serè, Àpamos, Víctor, Neasos, Apol·loni i Pampià, màrtirs; Llúcia de Campània i 24 companys màrtirs a Roma (301); Isauri, Innocenci, Fèlix, Hèrmias, Basili, Peregrí, Ruf i Rufí d'Apol·lònia de Macedònia, màrtirs (s. III); Juliana, verge i màrtir; Astios, bisbe; Sisoi el Gran, monjo (429); Gleb Vsevolodòvitx de Kíev (s. XII); Sisoi de Petxerska, monjo (segle xiii); Ciril de l'Atos, màrtir (1566); Juliana d'Ol'xansk, princesa (s. XVI); Bernabeu del monestir de Sergi (1906); Simon d'Ufa, bisbe màrtir (1921); Eutimi, màrtir (1931); Teodor, monjo màrtir (1943); Sinaxis dels Sants Pares de Ràdonezh.

##### Església Ortodoxa Grega
- Sants: Arquip, Filemó i Onèssim de Colosses, màrtirs; Apol·loni, Alexandre i Epímac, màrtirs.

#### Esglésies luteranes
- Jean Marteilhe (1777)

#### Església anglicana
- Gregori de Nissa i Macrina la Jove.